# Rimantas Mikaitis
Rimantas Mikaitis (ur. 10 lipca 1959 w Kurszanach) – litewski polityk i działacz samorządowy, od kwietnia do października 2011 burmistrz Kowna.

## Życiorys
Urodził się w rodzinie represjonowanej w czasach stalinizmu. Po ukończeniu szkoły średniej studiował w Instytucie Politechnicznym w Kownie, który ukończył w 1983. W latach 80. pracował w kowieńskiej fabryce papieru. 
W 2003 po raz pierwszy został wybrany radnym Kowna, reelekcję uzyskiwał w latach 2007 i 2011. Działał w Litewskim Związku Liberałów (LLS) i Związku Liberałów i Centrum (LiCS). Obecnie jest szefem kowieńskich struktur Ruchu Liberalnego Republiki Litewskiej (LRLS). W latach 2007–2011 sprawował funkcję wiceburmistrza Kowna w ramach koalicji TS-LKD, LRLS, Młodej Litwy oraz Porządku i Sprawiedliwości. Bez powodzenia ubiegał się o mandat poselski w wyborach w 2000 i w 2008. 14 kwietnia 2011 objął funkcję burmistrza Kowna, którą sprawował do 27 października 2011. 
Od lat zajmuje się sportem: był przewodniczącym Litewskiej Federacji Sportu Orientacyjnego (LOSF; 1988–1996), a także członkiem rady Międzynarodowej Federacji Sportu Orientacyjnego (IOF; 1994–1998). 
Żonaty, ma dwoje dzieci.